# Musical Instrument Museum (Phoenix)

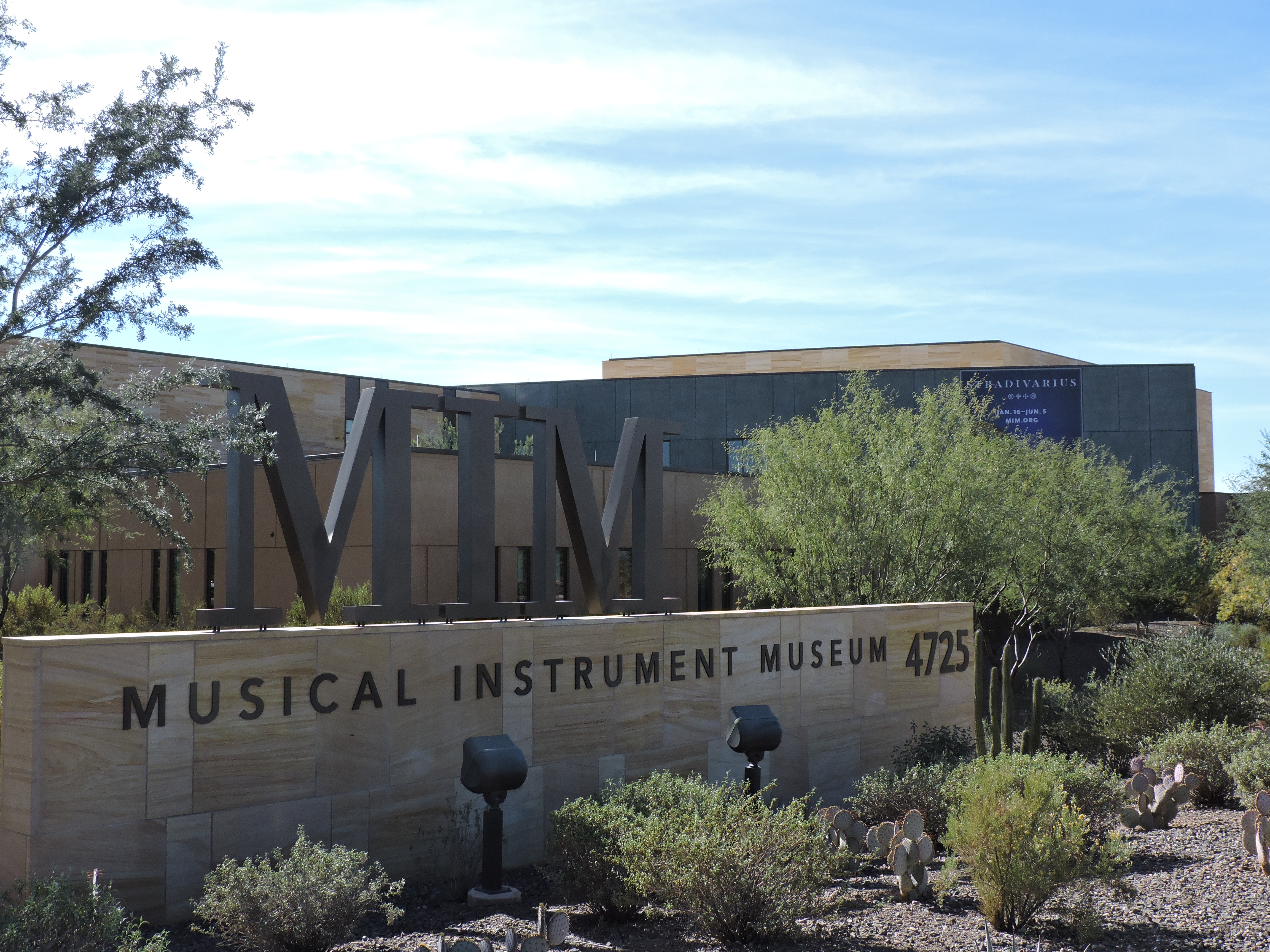
Straatzijde van het museum

Het Musical Instrument Museum of afgekort bekend als MIM in Phoenix, Arizona is 's werelds grootste muziekinstrumentenmuseum. Het museum herbergt een collectie van 13.000 exemplaren. De indeling van het museum is verbonden aan het werelddeel/land van herkomst van de instrumenten.
Het MIM opende zijn deuren in april 2010.